# Nicky Bailey
Nicholas Francis „Nicky“ Bailey (* 10. Juni 1984 in London, England) ist ein englischer Fußballspieler. Aktuell ist er für den englischen Zweitligisten FC Millwall aktiv.

## Vereinskarriere
Nicky Bailey begann seine Karriere im Alter von 17 Jahren beim unterklassigen Amateurverein Sutton United. Im Sommer 2004 wechselte der Mittelfeldspieler zum FC Barnet in die Conference National. Bei Barnet wurde er zum Stammspieler und stieg mit dem Verein in der Saison 2004/05 in die Football League Two auf. In den folgenden zwei Spielzeiten gelang Bailey mit Barnet der Klassenerhalt. Ende Juni 2007 wechselte er für 175.000 Pfund zu Southend United in die Football League One. Er erzielte neun Saisontore und belegte mit Southend den sechsten Rang in der League One, womit die Playoff-Spiele um den Aufstieg in die Championship erreicht wurden. Bailey unterlag jedoch mit Southend klar den Doncaster Rovers und verpasste den Aufstieg. Danach verließ der Mittelfeldakteur den Verein und unterschrieb bei Charlton Athletic. Obwohl Charlton in der Saison 2008/09 den letzten Rang der Championship belegte und abstieg, gehörte Nick Bailey zur Stammformation, zudem erzielte er mit 13 Saisontoren die meisten des Teams. In der Spielzeit 2009/10 übernahm Bailey das Kapitänsamt, nachdem der frühere Kapitän Zheng Zhi den Verein Richtung Celtic Glasgow verlassen hat.
Im Juli 2010 verließ der Mittelfeldakteur den Drittligisten Charlton Athletic und unterzeichnete einen auf drei Jahre befristeten Vertrag beim FC Middlesbrough. Die Boro entrichteten für seine Dienste eine Ablöse von 1,4 Millionen Pfund an seinen früheren Arbeitgeber Charlton Athletic. Durch eine vertraglich festgesetzte Klausel erhält Southend United einen Anteil von 225.000 Pfund an der Ablösesumme.

## Nationalmannschaft
Bailey bestritt im Jahr 2005 vier Partien für die englische C-Nationalmannschaft. Er wurde von Paul Fairclough aufgeboten, der damals als Trainer des FC Barnet und der englischen C-Nationalmannschaft arbeitete.